# Municipio de Washington (condado de Dallas, Misuri)
El municipio de Washington (en inglés: Washington Township) es un municipio ubicado en el condado de Dallas en el estado estadounidense de Misuri. En el año 2010 tenía una población de 919 habitantes y una densidad poblacional de 6,57 personas por km².

## Geografía
El municipio de Washington se encuentra ubicado en las coordenadas 37°32′23″N 92°55′19″O / 37.53972, -92.92194. Según la Oficina del Censo de los Estados Unidos, el municipio tiene una superficie total de 139.78 km², de la cual 139,29 km² corresponden a tierra firme y (0,35 %) 0,49 km² es agua.

## Demografía
Según el censo de 2010, había 919 personas residiendo en el municipio de Washington. La densidad de población era de 6,57 hab./km². De los 919 habitantes, el municipio de Washington estaba compuesto por el 97,28 % blancos, el 0,11 % eran afroamericanos, el 0,33 % eran amerindios, el 0,33 % eran asiáticos, el 0,87 % eran de otras razas y el 1,09 % eran de una mezcla de razas. Del total de la población el 1,85 % eran hispanos o latinos de cualquier raza.